# Hypsilurus
Hypsilurus – rodzaj jaszczurek z podrodziny Amphibolurinae w obrębie rodziny agamowatych (Agamidae).

## Zasięg występowania
Rodzaj obejmuje gatunki występujące w Indonezji, na Nowej Gwinei, w Archipelagu Bismarcka, na Wyspach d’Entrecasteaux i Wyspach Salomona.

## Systematyka

### Etymologia
- Hypsilurus: gr. ὑψι hupsi „na wysokości, wysoko”[8]; ουρα oura „ogon”[9].
- Arua: Wyspy Aru, Indonezja[3]. Gatunek typowy: Gonyocephalus (Arua) inornatus Doria, 1874 (= Gonyocephalus (Hypsilurus) modestus Meyer, 1874).
- Lophosteus: gr. λοφος lophos „grzebień, czub”[10]; οστεον osteon „kość”[11]. Gatunek typowy: Gonyocephalus (Lophosteus) albertisii Peters & Doria, 1878 (= Tiaris papuensis Macleay, 1877).
- Diptychodera: gr. δι- di- „podwójny”, od δις dis „dwa razy”, od δυο duo „dwa”[12]; πτυξ ptux, πτυχος ptukhos „fałda, warstwa”, od πτυσσω ptussō „sfałdować”[13]; δερα dera „szyja”[14]. Gatunek typowy: Diptychodera lobata Boettger, 1893 (= Gonyocephalus (Hypsilurus) modestus Meyer, 1874).

### Podział systematyczny
Do rodzaju należą następujące gatunki:
- Hypsilurus auritus (Meyer, 1874)
- Hypsilurus binotatus (Meyer, 1874)
- Hypsilurus bruijnii (Peters & Doria, 1878)
- Hypsilurus capreolatus Kraus & Myers, 2012
- Hypsilurus geelvinkianus (Peters & Doria, 1878)
- Hypsilurus godeffroyi (Peters, 1867)
- Hypsilurus hikidanus Manthey & Denzer, 2006
- Hypsilurus longi (Macleay, 1877)
- Hypsilurus macrolepis Peters, 1872
- Hypsilurus magnus Manthey & Denzer, 2006
- Hypsilurus modestus (Meyer, 1874)
- Hypsilurus nigrigularis (Meyer, 1874)
- Hypsilurus ornatus Manthey & Denzer, 2006
- Hypsilurus papuensis (Macleay, 1877)
- Hypsilurus schoedei (Vogt, 1932)
- Hypsilurus schultzewestrumi (Urban, 1999)
- Hypsilurus spinosus (Duméril & Duméril, 1851)
- Hypsilurus tenuicephalus Manthey & Denzer, 2006